# Prințul William, Duce de Gloucester
Prințul William, Duce de Gloucester (24 iulie 1689 – 30 iulie 1700) a fost fiul Prințesei Anne, care a accedat la tronul Marii Britanii în 1702, și a soțului acesteia, Prințul George al Danemarcei. Numit Duce de Gloucester el a fost singurul copil din cei 17 ai părinților săi care a supraviețuit copilăriei.

## Naștere și sănătate

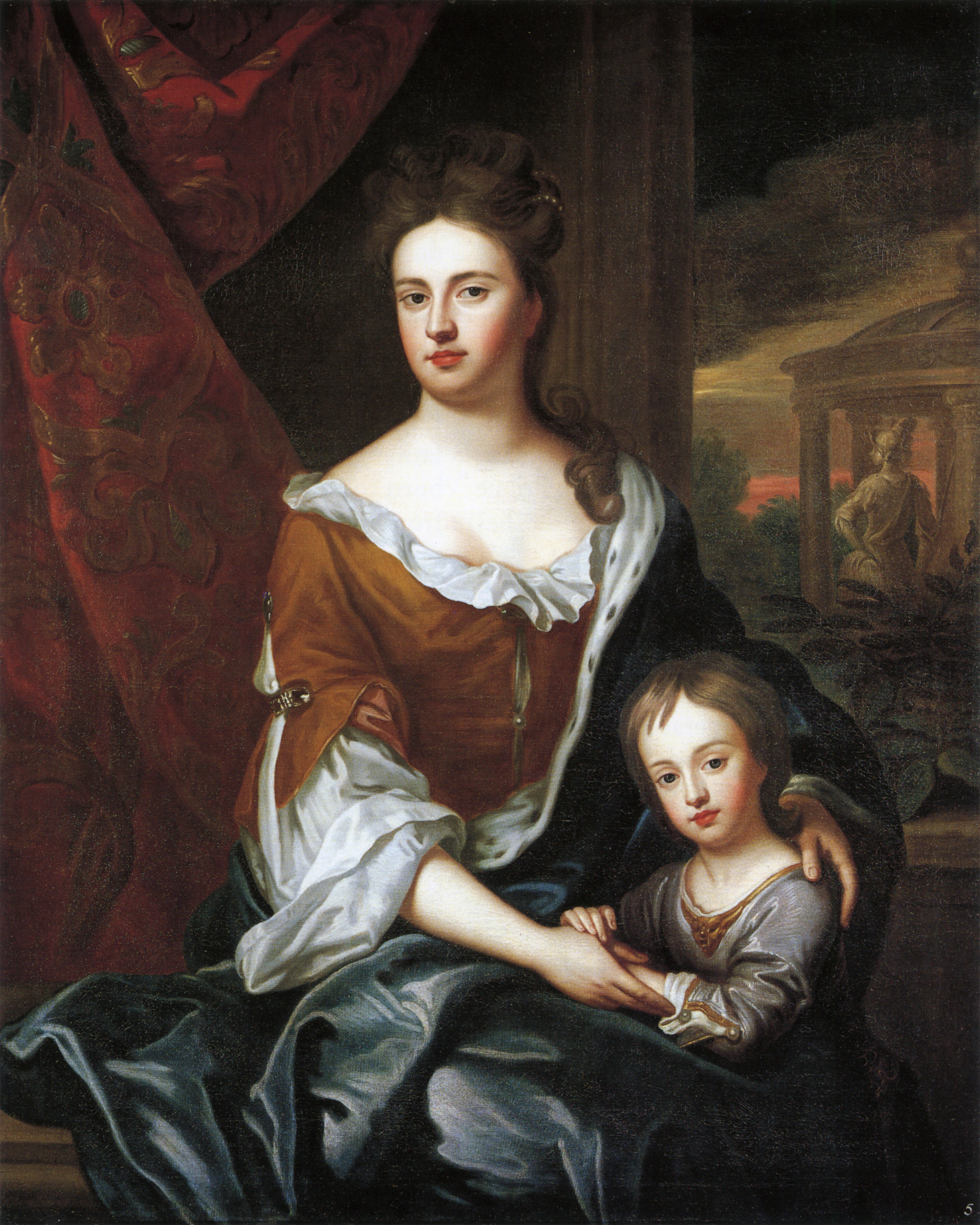
Prințesa Anne îmbrățișându-și singurul copil, Ducele de Gloucester; pictură de Sir Godfrey Kneller, c. 1694.

La sfârșitul anului 1688, în ceea ce a devenit cunoscut ca "Revoluția glorioasă", regele romano-catolic Iacob al II-lea al Angliei, Scoției și Irlandei a fost detronat de nepotul și ginerele său, protestantul William Henry de Orania. William și soția sa - fiica cea mare a lui Iacob-, Maria, au fost recunoscuți de parlamentul englez și scoțian ca rege și regină.
Cum ei nu au avut copii, sora mai mică a Mariei, Anna, a fost desemnată moștenitoare prezumptivă.
Anne era căsătorită cu Prințul George al Danemarcei și Norvegiei, și în cei șase ani de căsătorie Anne fusese însărcinată de șase ori însă nici unul dintre copii nu a supraviețuit. La 24 iulie 1689, la 5 a.m., Anna a născut un fiu. Potrivit obiceiului în cazul nașterii potențialilor moștenitori la tron, la naștere au participat mai mulți martori, regele și regina și "mare parte dintre persoanele de calitate de la curte" au fost prezente. Trei zile mai târziu, nou-născutul a fost botezat William Henry după unchiul său, regele William. Regele, care a fost și unul dintre nașii, l-a declarat Duce de Gloucester.
Gloucester era al doilea în linia de succesiune la tron, după mama sa și, pentru că asigura succesiunea protestantă, el a reprezentat speranța susținătorilor revoluției. Oda The Noise of Foreign Wars, atribuită lui Henry Purcell, a fost scrisă pentru a-i celebra nașterea. Susținătorii lui Iacob vorbrau de Gloucester ca de "un uzurpator bolnăvicios și condamnat".
În ciuda faptului că a fost descris drept un "vioi băiat curajos", Gloucester s-a îmbolnăvit de convulsii la vârsta de trei ani, așa că mama lui l-a mutat la Casa Craven din Kensington, în speranța ca aerul din jur să aibă un efect benefic asupra sănătății sale. Convulsiile lui erau probabil simptome pentru meningită, probabil contractată la naștere și care au dus la hidrocefalie. Potrivit obiceiului în cazul aristocraților, Gloucester a fost plasat  în grija unei guvernante, Lady Fitzhardinge, și a fost alăptat de o doică mai degrabă decât de mama lui.
Ca parte a tratamentului, Gloucester era condus afară în fiecare zi într-o mică caleașcă deschisă, trasă de ponei Shetland, pentru a maximiza expunerea sa la aerul carierelor de pietriș. Eficacitatea tratamentului a depășit așteptările și Prințesa Anne și Prințul George au cumpărat în 1690 o reședință permanentă în zonă, Casa Campden, un conac iacobin. La Casa Campden el s-a împrietenit cu asistentul Jenkin Lewis, ale cărui memorii în legătură cu Ducele este o sursă importantă pentru istorici. 
De-a lungul vieții sale, Gloucester a suferit de o "friguri" recurente, care au fost tratat de către medicul său, John Radcliffe, cu doze regulate de o forma timpurie de [chinină]]. Tratamentul nu era agreat de Prinț și de obicei era vomitat. Probabil ca urmare a hidrocefaliei, el a avut un cap extins, pe care chirurgii îl străpungeau intermitent pentru a extrage lichid. El nu putea să meargă în mod corespunzător și se poticnea. La aproape de cinci ani, Gloucester a refuzat să urce scările fără doi însoțitori care să-l țină, Lewis dând vina pe asistentele indulgent care-l răsfățau pe băiat. Tatăl său l-a bătut cu vergeaua până când a fost de acord să meargă singur. Pedeapsa corporală era ceva obișnuit în acele timpuri și un astfel de tratament nu ar fi fost considerat dur.

## Educație

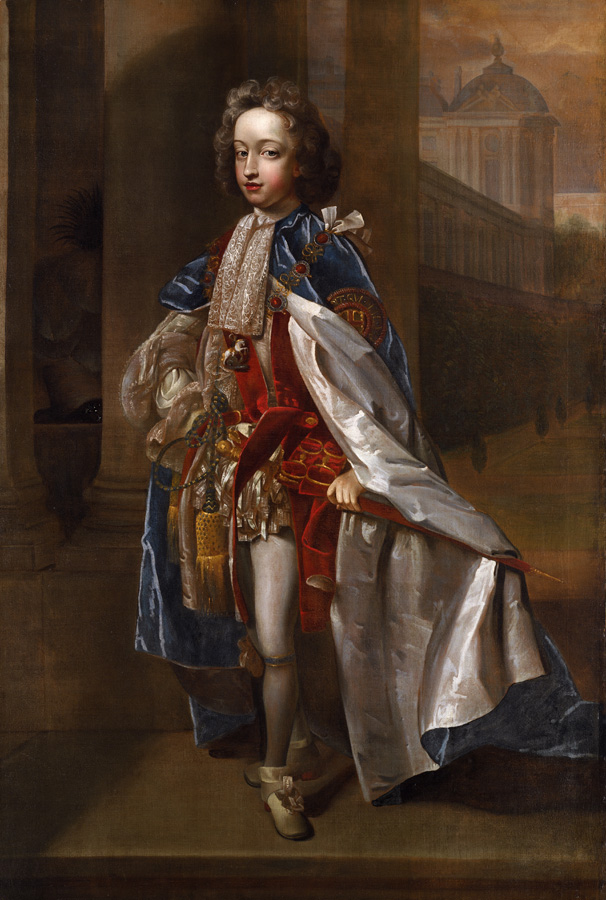
Portret de Edmund Lilly al Prințului William purtând Ordinul Jartierei, c.1698

El nu a vorbit în mod corect până la vârsta de trei ani, și, în consecință începerea educației lui a fost amânată cu un an. Reverendul Samuel Pratt, un absolvent Cambridge, a fost numit tutorele Ducelui în 1693. A avut parte de lecții concentrate de geografie, matematică, latină și franceză. Pratt a fost un inamic a lui Jenkin Lewis, și au fost în dezacord în mod frecvent asupra modului în care ar trebui educat Gloucester. Lewis a rămas însoțitorul preferat al lui Gloucester deoarece, spre deosebire de Pratt, el era informat în chestiunile militare și, prin urmare, putea să-l ajute cu "Horse Guards",, o armată în miniatură care consta în copiii locali. În doi ani începând cu 1693, dimensiunea armatei a crescut de la 22 la 90 de băieți.
Prințesa Anne nu era în relație foarte bună cu sora și cu cumnatul ei, William și Mary, și fără tragere de inimă a acceptat sfatul prietenei ei, Contesa de Marlborough, că Gloucester ar trebui să-și viziteze regulat mătușa și unchiul și să obțină bunăvoința lor. În încercarea de a vindeca ruptura, Anne i-a invitat pe rege și pe regină să vadă mica armată "Horse Guards" a lui Gloucester. După ce au urmărit desfășurarea băieților la Palatul Kensington, regele i-a lăudat și a făcut o vizită la Casa Campden a doua zi.
Gloucester a crescut aproape de mătușa și unchiul său: regina i-a cumpărat cadouri în mod regulat de la magazinul său preferat de jucării. Moartea ei în 1694 a dus la o reconciliere superficială între Anne și William, care a prilejuit o mutare la Palatul St. James din Londra.
La aniversarea de șapte ani, Gloucester a participat la o ceremonie la capela Castelului Windsor unde a fost investit cavaler al Ordinului Jartierei. Gloucester s-a îmbolnăvit în timpul banchetului de după ceremonie și după ce s-a vindecat a mers la vânătoare la căprioare în marele parc al castelului Windsor unde a sângerat. Prințesa Anne i-a scris contesei de Marlborough: "Băiatul meu continuă foarte bine și arată mai bine, cred, ca niciodată în viața lui; adică e mai sănătos, pentru că, deși îl iubesc foarte mult nu mă pot lăuda cu frumusețea lui".
În 1697, Parlamentul a acordat regelui William 50.000 £ pentru a organiza o gospodărie pentru Ducele de Gloucester; regele a deblocat 15.000 £ păstrând diferența pentru el. Stabilirea gospodăriei care a început în 1698 a reînviat dușmănia de moarte dintre Anne și William. William a fost determinat să limiteze implicarea Annei și l-a numit ca preceptor pentru Gloucester, împotriva dorinței mamei sale, pe episcopul de Salisbury, Gilbert Burnet.
Burnet îi preda lui Gloucester timp de mai multe ore odată pe subiecte cum ar fi constituții feudale ale Europei și legea înainte de momentul creștinismului. De asemenea, el l-a încurajat să memoreze date și fapte de inimă. Miniștrii guvernului au inspectat progresul academic al lui Gloucester la fiecare patru luni, găsindu-se "uimiți" de "memoria lui minunată și judecata bună". Mica lui armată din copilărie a fost desființată, iar regele William l-a numit comandantul de onoare al unui regiment real de olandezi. În 1699, el a participat la procesele din Camera Lorzilor unde Lord Mohun și Lord Warwick au fost acuzați de crimă. Mohun a fost achitat; Warwick a fost găsit vinovat de omor prin imprudență, dar a scăpat de pedeapsă invocând privilegiul rangului de nobil.

## Deces

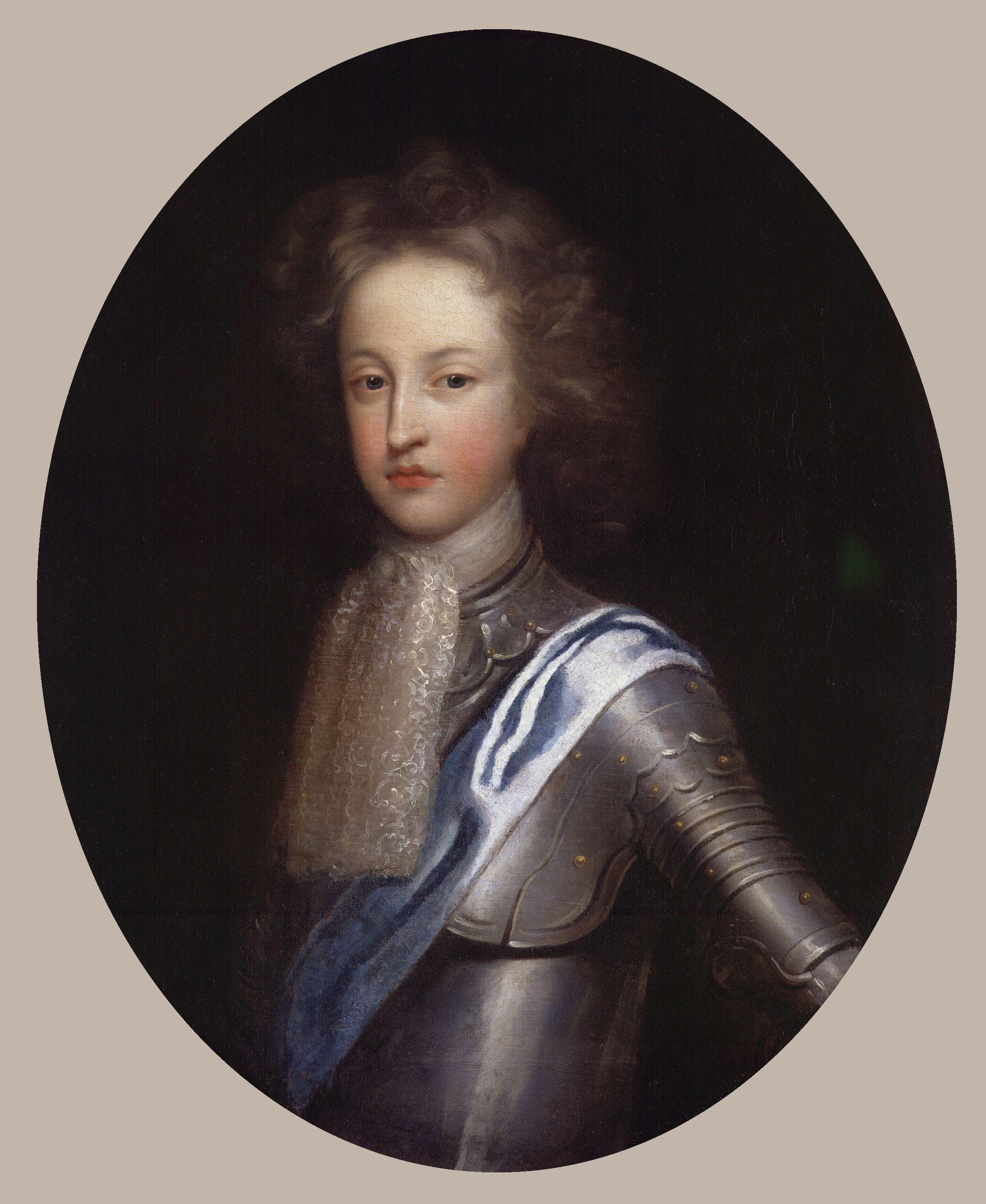
Portret de Sir Godfrey Kneller, c. 1698

Cum se apropia aniversarea de 11 ani, lui Gloucester i-au fost atribuite vechile apartamente ale reginei Maria la Palatul Kensington. La petrecerea de ziua lui de la Palatul Windsor, la 24 iulie 1700, el s-a plâns de o oboseală bruscă, dar inițial s-a crezut că s-a încălzit în timpul dansului. Până la căderea nopții, el suferea de durere de gât și frisoane, urmate de o migrenă și febră mare a doua zi. Medicul Hannes n-a sosit până pe 27 iulie. Imediat i-a luat sânge însă starea lui a continuat să se înrăutățească. A doua zi Gloucester a dezvoltat o erupție cutanată și a suferit o criză de diaree. Un al doilea medic, Gibbons, a sosit în dimineața zilei de 28, urmat de Radcliffe în seara aceleiași zile.
Medicii nu au putut conveni asupra unui diagnostic. Radcliffe a crezut că avea scarlatină, în timp ce ceilalți au considerat că era variolă. Lui Gloucester i s-a luat din nou sânge, lucru la care Radcliffe a obiectat puternic. El a spus colegilor săi: "s-ar putea să-l fi distrus și terminat". El a prescris fiole, dar nici acestea n-au fost eficiente. Anne, care a petrecut o zi și o noapte lângă patul fiului ei, era atât de extenuată și întristată încât a leșinat.
Cu toate acestea, pe la mijlocul zilei de 29 iulie, Gloucester respira mai ușor și durerile de cap s-au diminuat, ceea ce a dus la speranța că-și va reveni. Îmbunătățirea a fost trecătoare și în aceea seară el a fost "luat cu un fel de convulsii de respirație, un defect la înghițire și o privare totală de orice simț". Prințul William a murit aproape de 1 a.m. la 30 iulie 1700, cu ambii părinți lângă el. În cele din urmă, medicii au decis cauza morții a fost "o febră malignă".

Blazonul Prințului William, Duce de Gloucester

O autopsie a relevat umflarea severă a ganglionilor limfatici de la nivelul gâtului și o cantitate anormală de lichid în ventriculii creierului său: "patru uncii și jumătate de umoare limpede au fost scoase". Un diagnostic modern este că Gloucester a murit de faringită acută bacteriană asociată cu pneumonie. Dacă ar fi trăit, totuși, este aproape sigur că prințul ar fi cedat la complicații de la hidrocefalia sa.
Regele William, care se afla în Olanda, i-a scris lui Marlborough, "Este o pierdere atât de mare pentru mine precum și pentru Anglia, încât inima mea se sfărâmă în bucăți". Anne îndurerată s-a închis în cameră. În timpul serii a fost dusă în grădină "pentru a-i devia gândurile melancolice".
Moartea lui Gloucester a determinat o criză de succesiune, mama sa fiind singura persoană rămasă în linia protestantă la tron stabilit de legea din 1689. Deși Anne a avut alte zece sarcini după nașterea lui Gloucester, toate au eșuat sau au dus la copii care au murit în primele ore după naștere. Parlamentul englez nu voia ca tronul să revină catolicilor, așa că a trecut Actul de Succesiune în 1701, care stabilea că tronul va reveni unei verișoare a regelui Iacob, Sofia, Electoare de Hanovra și moștenitorilor ei protestanți. Anne i-a succedat regelui William în 1702, și a domnit până la moartea ei, la 1 august 1714. În acel moment Sofia murise cu câteva săptămâni mai înainte așa că fiul Sofiei, George a urcat pe tron ca primul monarh britanic din Casa de Hanovra.